# LP Возничего
LP Возничего (лат. LP Aurigae) — одиночная переменная звезда в созвездии Возничего на расстоянии (вычисленном из значения параллакса) приблизительно 38644 световых лет (около 11848 парсеков) от Солнца. Видимая звёздная величина звезды — от +16,5m до +15,1m.

## Характеристики
LP Возничего — оранжевая пульсирующая переменная звезда типа RV Тельца (RV:) спектрального класса K. Эффективная температура — около 3764 К.